# Collège de Navarre

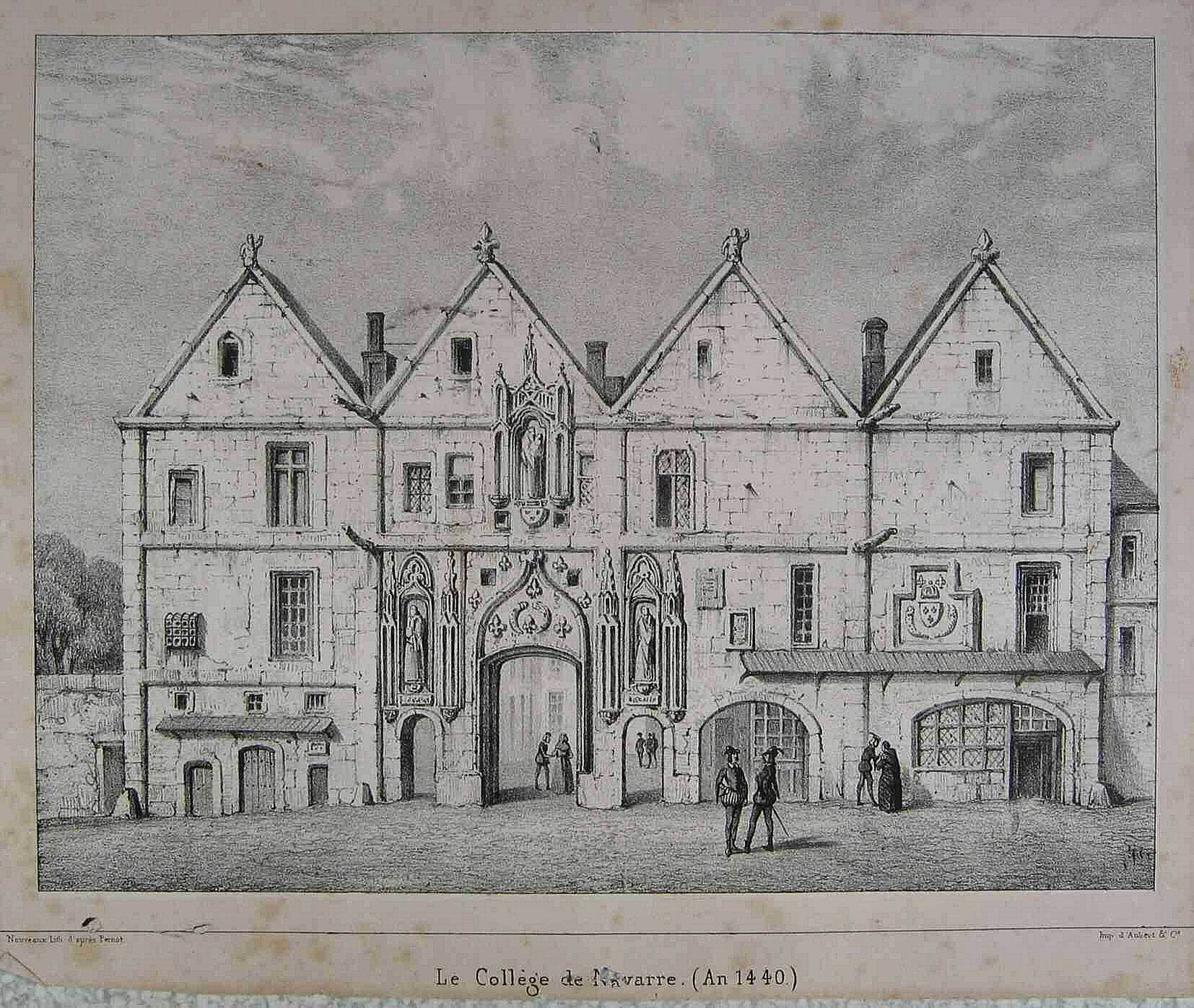
Collège de Navarre (1440)

Het Collège de Navarre was een onderdeel van de Universiteit van Parijs. Het college werd in 1304 opgericht met financiële hulp van Johanna I van Navarra, de vrouw van koning Filips IV de Schone. Johanna van Navarra stelde haar Hôtel in de Rue Saint-André-des-Arts aan het College ter beschikking. Oorspronkelijk bedoeld voor studenten uit Navarra, stond het later open voor studenten uit alle streken van Frankrijk (en zelfs daarbuiten) en uit alle sociale lagen van de bevolking. Aan het einde van de 14de eeuw bevond het Collège van Navarra zich in de Rue Sainte Geneviève, aan het begin van de huidige Rue Descartes.
Er werd onderwijs gegeven in drie vakken, grammatica, logica en theologie, maar niet in de medicijnen en de rechtswetenschappen. Het college stond sinds de stichting onder leiding van een grootmeester, die de dagelijkse gang van zaken in handen had.
Tijdens de Franse Revolutie werd het college opgeheven. In haar gebouwen en die van het ernaast gelegen college van Boncourt trok in 1805 de in 1794 opgerichte École polytechnique in.

## Beroemde studenten en leraren
- Nicolaas van Oresme (1325-1382)
- Pierre d'Ailly (1350/1-1420)
- Jean Charlier de Gerson (1363-1429)
- Octavien de Saint-Gelais (1468-1502)
- Johannes Ravisius (1480-1524)
- Oronce Finé (1494-1555)
- Jean Hennuyer (1497-1578)
- Franciscus Xaverius (1506-1552)
- Jacques Amyot (1513-1593)
- Pierre de la Ramée (1515-1572)
- Jacques Peletier du Mans (1517-1582)
- Karel I van Bourbon (1523-1590)
- Pierre de Ronsard (1524-1585)
- François de Bonne de Lesdiguières (1543-1626)
- Frans van Amboise (1550- 1619)
- Thomas Dempster (1579-1625)
- kardinaal Alphonse-Louis du Plessis de Richelieu (1582-1653)
- Armand-Jean du Plessis, kardinaal-hertog van Richelieu (1585-1642)
- Jacques Bénigne Bossuet (1627-1704)
- André Hercule de Fleury (1653-1743)
- Jean-Antoine Nollet (1700-1770)
- Jean Goulin (1728-1799)
- Jean Marie du Lau (1738-1792)
- Charles-François Lebrun (1739-1824)
- Nicolas de Condorcet (1743-1794)
- André Chénier (1762-1794)
- Marie-Joseph Chénier (1764-1811)
- Étienne Geoffroy Saint-Hilaire (1772-1844)

- Bibliothèque nationale de France: cb12501930z (data)
- Gemeinsame Normdatei: 4527358-3
- International Standard Name Identifier: 0000 0001 2158 6459
- Library of Congress Control Number: no97070748
- LIBRIS: 256437
- Système universitaire de documentation: 035184981
- Virtual International Authority File: 131276816